# سردق (مقاطعة بجستان)
سردق (بالفارسية: سردق) هي قرية تقع في إيران في قسم سردق الريفي. يقدر عدد سكانها بـ 1,163 نسمة .